# Саліх Учан
Саліх Учан (тур. Salih Uçan, нар. 6 січня 1994, Мармарис) — турецький футболіст, півзахисник клубу «Бешикташ».
Виступав, зокрема, за клуби «Фенербахче» та «Рома», а також національну збірну Туреччини.
Володар Кубка Туреччини. Чемпіон Туреччини.

## Клубна кар'єра
Народився 6 січня 1994 року в місті Мармарис. Вихованець юнацьких команд футбольних клубів «Мармарис» та «Буджаспор».
У дорослому футболі дебютував 2010 року виступами за команду клубу «Буджаспор», в якій провів два сезони, взявши участь у 24 матчах чемпіонату. 
Своєю грою за цю команду привернув увагу представників тренерського штабу клубу «Фенербахче», до складу якого приєднався 2012 року. Відіграв за стамбульську команду наступні два сезони своєї ігрової кар'єри.
У 2014 році перейшов на умовах оренди до італійської «Роми», у складі якого провів наступні два роки своєї кар'єри гравця, проте так і не став гравцем основного складу «вовків». 
До складу клубу «Фенербахче» повернувся з оренди влітку 2016 року. Відтоді встиг відіграти за стамбульську команду 2 матчі в національному чемпіонаті.

## Виступи за збірні
У 2009 році дебютував у складі юнацької збірної Туреччини, взяв участь у 43 іграх на юнацькому рівні, відзначившись одним забитим голом.
З 2012 року залучався до складу молодіжної збірної Туреччини. На молодіжному рівні зіграв у 32 офіційних матчах, забив 15 голів.
У 2013 році дебютував в офіційних матчах у складі національної збірної Туреччини.

## Статистика виступів

### Статистика клубних виступів
| Сезон               | Команда             | Чемпіонат           | Чемпіонат | Чемпіонат | Національний кубок | Національний кубок | Національний кубок | Континентальні кубки | Континентальні кубки | Континентальні кубки | Інші змагання | Інші змагання | Інші змагання | Усього | Усього |
| Сезон               | Команда             | Ліга                | Ігор      | Голів     | Ліга               | Ігор               | Голів              | Ліга                 | Ігор                 | Голів                | Ліга          | Ігор          | Голів         | Ігор   | Голів  |
| ------------------- | ------------------- | ------------------- | --------- | --------- | ------------------ | ------------------ | ------------------ | -------------------- | -------------------- | -------------------- | ------------- | ------------- | ------------- | ------ | ------ |
| 2010–11             | «Буджаспор»         | ЧТ                  | 0         | 0         | КТ                 | 2                  | 0                  | -                    | -                    | -                    | -             | -             | -             | 2      | 0      |
| 2011–12             | «Буджаспор»         | ЧТ                  | 24        | 1         | КТ                 | 1                  | 0                  | -                    | -                    | -                    | -             | -             | -             | 25     | 1      |
| Усього «Буджаспор»  | Усього «Буджаспор»  | Усього «Буджаспор»  | 24        | 1         |                    | 3                  | 0                  |                      | 0                    | 0                    |               | 0             | 0             | 27     | 1      |
| 2012–13             | «Фенербахче»        | ЧТ                  | 10        | 3         | КТ                 | 9                  | 0                  | ЛЄ                   | 7                    | 1                    | СкТ           | 0             | 0             | 26     | 4      |
| 2013–14             | «Фенербахче»        | ЧТ                  | 16        | 0         | КТ                 | 1                  | 0                  | ЛЧ                   | 0                    | 0                    | СкТ           | 0             | 0             | 17     | 0      |
| Усього «Фенербахче» | Усього «Фенербахче» | Усього «Фенербахче» | 26        | 3         |                    | 10                 | 0                  |                      | 7                    | 1                    |               | 0             | 0             | 43     | 4      |
| 2014–15             | «Рома»              | A                   | 4         | 0         | КІ                 | 0                  | 0                  | ЛЧ                   | 0                    | 0                    | -             | -             | -             | 4      | 0      |
| 2015–16             | «Рома»              | A                   | 3         | 0         | КІ                 | 1                  | 0                  | ЛЧ                   | 2                    | 0                    | -             | -             | -             | 6      | 0      |
| Усього «Рома»       | Усього «Рома»       | Усього «Рома»       | 7         | 0         |                    | 1                  | 0                  |                      | 2                    | 0                    |               | 0             | 0             | 10     | 0      |
| Усього за кар'єру   | Усього за кар'єру   | Усього за кар'єру   | 57        | 4         |                    | 13                 | 0                  |                      | 9                    | 1                    |               | -             | -             | 80     | 5      |

### Статистика виступів за збірну
| Дата       | Місто | Господарі | Результат | Гості             | Турнір           | Голи | Примітки |
| ---------- | ----- | --------- | --------- | ----------------- | ---------------- | ---- | -------- |
| 15-11-2013 | Адана | Туреччина | 1 – 0     | Північна Ірландія | товариський матч | -    |          |
| Усього     |       | Матчів    | 1         |                   | Голів            | 0    |          |

| Дата       | Місто     | Господарі | Результат | Гості     | Турнір             | Голи | Примітки |
| ---------- | --------- | --------- | --------- | --------- | ------------------ | ---- | -------- |
| 11-10-2013 | Анталья   | Туреччина | 1 – 0     | Греція    | Відбір до МЧЄ-2015 | -    |          |
| 15-10-2013 | Анталья   | Туреччина | 1 – 0     | Польща    | Відбір до МЧЄ-2015 | -    |          |
| 5-3-2014   | Катеріні  | Греція    | 2 – 1     | Туреччина | Відбір до МЧЄ-2015 | -    |          |
| 13-8-2014  | Варшава   | Польща    | 3 – 1     | Туреччина | Відбір до МЧЄ-2015 | -    |          |
| 5-9-2014   | Мальта    | Мальта    | 0 – 3     | Туреччина | Відбір до МЧЄ-2015 | -    |          |
| 9-9-2014   | Гальмстад | Швеція    | 4 – 3     | Туреччина | Відбір до МЧЄ-2015 | -    |          |
| 12-11-2014 | Київ      | Україна   | 2 – 0     | Туреччина | Товариський матч   | -    |          |
| Усього     |           | Матчів    | 7         |           | Голів              | 0    |          |

## Титули і досягнення
- Володар Кубка Туреччини (2):

«Фенербахче»: 2012-13
«Бешикташ»: 2023–24
- Чемпіон Туреччини (1):

«Фенербахче»: 2013-14
- Володар Суперкубка Туреччини (2):

«Бешикташ»: 2021, 2024